# Casa Pagès Bofill
La Casa Pagès Bofill és un edifici del municipi de Figueres (Alt Empordà) que forma part de l'Inventari del Patrimoni Arquitectònic de Catalunya.

## Descripció
Edifici situat al centre històric de la ciutat. És un edifici de planta baixa i dos pisos cobert per terrassa. El portal central d'accés al pis principal amb arc de mig punt motllurat amb la línea d'imposta marcada. A banda i banda d'aquest portal hi ha una sèrie de tres arcades de mig punt. En un extrem de la façana, es troba el portal d'accés als pisos superiors amb llinda i frontó triangular. A la planta principal, trobem una balconada correguda amb tres sortides emmarcades per ordre corinti amb llinda i frontó triangular. En aquesta planta, damunt de la portalada lateral, sobresurt una galeria coberta suportada per mènsules, també d'ordre corinti. En el segon pis, sobre la tribuna, hi ha un balcó amb balustrada; i a l'eix de la porta principal una sèrie de tres finestres d'arc de mig punt, flanquejades per dues finestres allindanades. Corona la façana una cornisa damunt mènsules i una barana coronada per hídries. El sòcol és encoixinat imitant els carreus de pedra.

## Història
Va ser restaurat el 1998 per a convertir-se en seu del Consell Comarcal